# Дугаров, Баир Сономович
Баи́р Соно́мович Дуга́ров (бур.  Дугаров Сономой Баяр; род. 19 июня 1947, село Орлик, Бурят-Монгольская АССР) − российский писатель, поэт, переводчик, этнограф. Доктор филологических наук (защитил докторскую диссертацию по мифологии Гэсэриады), кандидат исторических наук. Ведущий научный сотрудник Института монголоведения, буддологии и тибетологии Сибирского отделения РАН.

## Биография
Родился в семье учителей. Окончил среднюю школу № 3 в Улан-Удэ, с 1965 по 1971 год учился в Иркутском государственном университете, по окончании которого работал литературным сотрудником в республиканской газете «Правда Бурятии», был собственным корреспондентом по Баргузинскому и Курумканскому районам (1971—1972), затем учился в аспирантуре Института востоковедения АН СССР в Москве, защитил кандидатскую диссертацию (1973—1976).
Учась в аспирантуре, занимался в Московской литературной студии по семинару поэта Бориса Слуцкого.
После защиты кандидатской диссертации работал младшим научным сотрудником сектора буддологии и тибетологии Бурятского филиала Сибирского отделения Академии наук СССР (1976—1987), с 1987 по 1991 гг. — литературный консультант Союза писателей Бурятской АССР, заместитель председателя Правления Союза писателей Бурятской АССР, с 1992 по 1999 гг. — председатель Правления Союза писателей Республики Бурятия, с 2000 года старший, затем ведущий научный сотрудник отдела литературоведения и фольклористики Института монголоведения, буддологии и тибетологии Сибирского отделения Российской академии наук.
Член редколлегии журналов «Сибирские огни», «Байкал». Член Совета по культуре и искусству при Правительстве Республики Бурятия.
Народный поэт Бурятии. Заслуженный работник культуры Российской Федерации. Кавалер Ордена «Полярная звезда» Монгольской Народной Республики.

## Творчество
Первая публикация стихов — в школьные годы в районной газете «Саяны» и республиканской газете «Молодёжь Бурятии» в середине 1960-х годов.
Первые сборники стихов «Золотое седло» и «Горный бубен» увидели свет в середине 1970-х годов в Иркутске и Улан-Удэ. В 1978 году принят в Союз писателей СССР.
В 1980 году в Москве вышел стихотворный сборник «Дикая акация» (изд-во «Современник»), затем «Всадник» («Современник», 1989), «Лунная лань» («Советская Россия», 1989), в Улан-Удэ — «Городские облака» (1981), «Небосклон» (1986).
В 1994 году в Иркутске в серии «Сибирская лира» вышла книга стихотворений Б. Дугарова «Звезда кочевника». В последующие годы в Улан-Удэ были изданы поэтические сборники «Струна земли и неба» (2007), «Азийский аллюр» (2013), прозопоэтическая книга «Сутра мгновений» (2011).
Подборки стихов публиковались в различных антологиях, в центральных и сибирских периодических изданиях: журналах «Москва», «Октябрь», «Дружба народов», «Смена», «Байкал», «Сибирь», «Сибирские огни», московском альманахе «День поэзии», в «Литературной газете», «Литературной России».
Занимается переводами стихов бурятских и монгольских поэтов. Переведенные им на русский язык лучшие образцы бурятской народной поэзии вышли отдельным сборником «Алтаргана» (1998, 2006). Составитель, соавтор предисловия и один из ведущих переводчиков «Антологии бурятской поэзии XX — начала XXI века» (Улан-Удэ, 2011).
Баир Дугаров — автор либретто музыкально-хореографического спектакля «Эхо страны Баргуджин Тукум», по его стихам, положенным на музыку, поставлен музыкально-пластический спектакль «Сутра мгновений».
На стихи Б. Дугарова написано свыше двадцати песен: наиболее популярная, известная и за пределами Бурятии песня — «Звезда кочевника».

## Литературные премии
- Премия журнала «Сибирские огни» за цикл стихотворений «Протяжные гимны» (1989).
- Лауреат Государственной премии Республики Бурятия в области литературы и искусства за сборник стихов «Звезда кочевника» (1995).
- Лауреат премии имени А. Фатьянова «Соловьи, соловьи…» (2011)[5].

## Основные научные публикации
- О восточно-саянском обрядовом тексте культа Гэсэра // Монголика-V. СПб.: Петербургское востоковедение, 2001. С. 100—102.
- Бурятская Гэсэриада: небесный пролог и мир эпических божеств. Улан-Удэ: Изд-во БНЦ СО РАН, 2005.
- Дугаров Б. С. Сакральный мир бурятской Гасэриады: Небесный пантеон и генезис героя
- Бурятская Гэсэриада: небесный пролог и мир эпических божеств. − Ин-т монголоведения, буддологии и тибетологии СО РАН. — Улан-Удэ: Изд-во Бурятского научного центра (БНЦ) СО РАН , 2005. — 295, [1] с.
- Мифология бурятской Гэсэриады: восточные тэнгри. − Улан-Удэ: Изд-во БНЦ СО РАН, 2005. 227 с.
- Мифология бурятской Гэсэриады: западные тэнгри. − Улан-Удэ: Изд-во «Республиканская типография», 2007. 268 с.
- Образ Хормусты в монгольской эпической традиции // Mongolica-VII. СПб.: Петербургское востоковедение, 2007. С. 37—40.
- Ата тэнгри и тюрко-монгольские параллели // Актуальные проблемы сибирской фольклористики. − Новосибирск, 2008. С. 124—140.
- Пантеон восточных тэнгриев в эпосе «Абай Гэсэр Богдо хан» // Mongolica-VIII. СПб.: Петербургское востоковедение, 2008. С. 93—99.
- Образ Хухэдэй Мэргэн тэнгри в фольклорно-мифологической традиции бурят-монголов // Mongolica. An International Annual of Mongol Studies. Vol. 21 (42). Ulaanbaatar, 2008. С. 291—298.
- Образ Эсэгэ Малан тэнгри в контексте религиозно-мифологической традиции бурят // Восток (Oriens). 2010. № 2. С. 46-55.
- Концепт сына неба и прообраз Гэсэра // Вестник Новосибирского государственного университета. 2010. Том 9. вып. 4: Востоковедение. С. 122 – 128.
- Концепт тэнгристской мифологии в контексте бурятской Гэсэриады Монголика - IX. Санкт-Петербург: Петербургское Востоковедение, 2011. С. 69-72.
- Хоролоры: этнофольклорная характеристика и бурятские параллели» Вестник Бурятского государственного университета. Филология. Улан-Удэ: Изд-во Бурят. госуниверситета, 2011. вып.10. С. 205 – 209.
- К генезису унгинской Гэсэриады: хонгодорский фактор // Вестник Бурятского государственного университета. 2013., вып. 10: Филология. С. 155-159.
- Тэнгристская мифология: пантеон божеств и эпическая интерпретация // Mongolica-XIV. СПб.: Петербургское востоковедение, 2015. С. 48—51.
- Эпос «Хан Харангуй»: традиция и буддийская интерпретация // Буддийская культура: история, источниковедение, языкознание и искусство: Седьмые Доржиевские чтения. СПб.: Свое издательство, 2018. С. 133—139.
- Культ Гэсэра в Саяно-Прихубсугулье // Культурное наследие монголов: коллекции рукописей и архивных документов. Сборник докладов III международной научной конференции. 20‒22 апреля 2017 г. Санкт-Петербург. Россия. СПб.; УБ., 2019. С. 57—64[6].

## Награды
- Государственная премия Республики Бурятия (1995, 2014)
- Заслуженный работник культуры Российской Федерации
- Орден «Полярная звезда» Монгольской Народной Республики (2017)